# Nikolaus Schwarzkopf
Pour les articles homonymes, voir Schwarzkopf.
Nikolaus Schwarzkopf, né le 27 mars 1884 à Urberach et mort le 17 octobre 1962 à Darmstadt, est un écrivain allemand.

## Biographie
Nikolaus Schwarzkopf naît le 27 mars 1884 à Urberach.
Ses romans et récits populaires, empreints d'un romantisme affectueux, se concentrent sur la vie des gens ordinaires dans la région de Mayence et de Darmstadt.
Il meurt le 17 octobre 1962 à Darmstadt.